# Suiko
Keizerin Suiko (推古天皇, Suiko-tennō, 554– 15 april 628) was de 33e keizer van Japan volgens de traditionele volgorde. Ze was tevens de eerste van in totaal acht vrouwen die als keizer over Japan hebben geregeerd. Ze regeerde van 593 tot haar dood in 628.

## Genealogie
Voordat ze keizerin werd, was haar persoonlijke naam (haar imina) Mikekashiya-hime-no-mikoto., ook wel Toyomike Kashikiya hime no Mikoto genoemd. Daarnaast had ze nog enkele andere namen, zoals prinses Nukatabe en (mogelijke postuum) Toyomike Kashikiya.
Suiko was de derde dochter van keizer Kimmei. Haar moeder was Soga no Iname's dochter, Soga no Kitashihime. Suiko is de jongere zus van keizer Yomei.

## Gebeurtenissen tijdens het leven van Suiko
Suiko was hofdame van haar halfbroer Bidatsu, maar nadat zijn eerste vrouw stierf werd ze zijn keizerin. Ze kreeg met hem twee zonen en drie dochters.
Na de dood van Bidatsu, werd Yomei, de broer van Suiko, keizer gedurende twee jaar tot hij stierf door ziekte. Na de dood van Yomei ontstond een grote onenigheid over wie hem zou opvolgen. Vooral de Soga-clan en Mononobe-clan hadden verschillende ideeën over de geschikte kandidaat. Suiko steunde, samen met de Soga-clan, Sushun, die uiteindelijk keizer werd. Sushun werd uiteindelijk vermoord op bevel van Soga no Umako, het hoofd van de Soga-clan. Suiko werd nu keizerin.
Een jaar na haar troonsbestijging, werd prins Shotoku Taishi, zoon van keizer Yomei, aangewezen als regent wat hij bleef tot zijn dood in 622. Hoewel hij vanaf dat moment de meeste macht in handen had, was Suiko niet geheel machteloos. Dit blijkt uit het feit dat haar regeerperiode nog meer dan 20 jaar voortduurde. Ze was ook minder afhankelijk van de Soga-clan. Zo weigerde ze in 624 aan Soga no Umako het keizerlijke gebied Kazuraki no Agata genaamd, te geven.
Tijdens de regeerperiode van Suiko deden er zich ook een aantal niet-politieke problemen voor. In 599 vernietigde een aardbeving een groot aantal gebouwen in de provincie Yamato. De regeerperiode van Suiko kende ook een paar hoogtepunten, zoals de officiële erkenning van het Boeddhisme in Japan, het begin van politieke relaties met de Sui-dynastie, en de invoering van de officiële hofrangen aan het Keizerlijk hof.
Op haar sterfbed wees Suiko twee mogelijke troonopvolgers aan; iets dat uniek was daar het meestal clanleiders waren die een nieuwe keizer aanwezen. Haar keuzes waren prins Tamura, een kleinzoon van keizer Bidatsu, en prins Yamashiro, een zoon van prins Shotoku. Uiteindelijk werd Tamura gekozen. Hij besteeg de troon als keizer Jomei.
* Regent Jingu staat niet op de traditionele lijst.